# (84224) Kyte
(84224) Kyte (2002 RB233) – planetoida z pasa głównego asteroid okrążająca Słońce w ciągu 3,42 lat w średniej odległości 2,27 j.a. Odkryta 9 września 2002 roku.